# Јелена Гербец
Јелена Гербец (Рума, 14. новембар 1985) српска је поп-фолк певачица која је постала популарна захваљујући Звездама Гранда.

## Биографија
Рођена је 14. новембра 1985. године у Руми.

### Образовање и музичка каријера
Завршила је средњу текстилну школу.
Певањем се бави од осамнаесте године. Наступала је по Србији као чланица три различита бенда. Године 2006. била је победник такмичења БН мјузика; тако је издала албум за ВИП продукцију, а настали су хитови Хајмо на сто, Овде више не живи Јелена, Лако запаљива и др.
Била је учесница регионалног такмичења Звезде Гранда.У такмичењу је привукла пажњу публике након што је отпевала песму "Лопов" Индире Радић заједно са колегом Миланом Митровићем. Године 2011, издала је сингл за Гранд под називом Двапут јача.

### Остало
Воли да имитира, па је изјавила да би волела да буде глумица да није певачица.

## Дискографија

### Албуми
Студијски
- Хајмо на сто (2008, ВИП)

Сингл/компилације
- Двапут јача / Нове звезде Гранда 2011 (2011, Гранд)

### Синглови
- Љута, нервозна и бесна (2011)
- Пут под ноге (2012)
- Омиљена грешка (2012)
- Време невреме (2013)
- Нек’ ти буде (2013)
- На на на (с Ди-џеј Еркеом и Иваном Јединим, 2013)
- Опијум (с Ди-џеј Вујом, 2014)
- Буктиња (2016)
- Туго одана (2017)
- Где смо ми (с Немањом Максимовићем, 2018)
- Мушко лажљиво (с Ди-џеј Еркеом, 2019)
- Уједам (2020)
- Нашли смо се ми (с Милошем Бркићем, 2021)
- Узми ми срце (2021)
- Пуко сам и пао сам ( с Робертом Тадићем, 2023)
- Руку под руку (са Стефаном Ђорђевићем, 2023)

### Спотови
| Спот                  | Година | Режисер                  |
| --------------------- | ------ | ------------------------ |
| Ово је време невреме  | 2013.  | Харис Дубица             |
| На на на              | 2013.  | Бојан Андрејек / Balance |
| Туго одана            | 2017.  | Бојан Андрејек           |
| Где смо ми            | 2018.  | Different Video          |
| Мушко лажљиво         | 2019.  |                          |
| Уједам                | 2020.  | Igor X                   |
| Хајмо на сто          | 2020.  |                          |
| Мушко лажљиво [кавер] | 2020.  | Душан Димић              |
| Пут под ноге          | 2020.  |                          |
| Нек ти буде           | 2020.  |                          |
| Нашли смо се ми       | 2021.  | Igor X                   |
| Узми ми срце          | 2021.  | Igor X                   |

## Фестивали
- 2020. Сабор народне музике Србије, Београд — Варка
- 2023. Сабор народне музике Србије, Београд - Очи купине